# Staatspokal von Amazonas
Der Staatspokal von Amazonas (offiziell: Copa Amazonas de Futebol), oder auch bekannt unter Taça Amazonas, ist der Fußballverbandspokal des Bundesstaates Amazonas in Brasilien. Er wurde von 1954 mit Unterbrechungen und unter verschiedenen Bezeichnungen vom Landesverband Federação Amazonense de Futebol (FAF) bis 2015 ausgerichtet.
2015 erfolgte erneut eine Belebung des Pokals. Er sollte die zweite Liga der Staatsmeisterschaft ablösen. Aufgrund des Desinteresses der meisten Vereine an der Teilnahme an dem Wettbewerb wurde es zu einem Qualifikationsturnier, um den zweiten Vertreter des Staates in der Copa Verde 2016 zu ermitteln.

## Pokalhistorie

### Gewinner nach Jahren
| - 1954 – América FC - 1955 – Fast Clube - 1964 – Fast Clube - 1967 – Olímpico Clube - 1969 – Nacional FC - 1970 – Nacional FC - 1971 – Fast Clube - 1972 – Fast Clube - 1973 – AA Rodoviária - 1974 – Nacional FC | 0 | - 1975 I – Nacional FC - 1975 II – Sul América EC - 1976 – Atlético Rio Negro Clube - 1977 – Sul América EC - 1978 – Nacional FC - 1979 – Atlético Rio Negro Clube - 1980 – Nacional FC - 1981 – Nacional FC - 1982 – Nacional FC - 1984 – Nacional FC | 0 | - 1988 I – Atlético Rio Negro Clube - 1988 II – Atlético Rio Negro Clube - 1999 – Nacional FC - 2000 – Nacional FC - 2002 – Atlético Clipper Clube - 2015 – Fast Clube |

### Statistik
| Titel | Verein                   |
| ----- | ------------------------ |
| 10    | Nacional FC              |
| 5     | Fast Clube               |
| 4     | Atlético Rio Negro Clube |
| 2     | Sul América EC           |
| 1     | América FC               |
| 1     | Atlético Clipper Clube   |
| 1     | Olímpico Clube           |
| 1     | AA Rodoviária            |